# Вирьё-ле-Гран
Вирьё-ле-Гран (фр. Virieu-le-Grand) — коммуна во Франции, находится в регионе Рона — Альпы. Департамент — Эн. Административный центр кантона Вирьё-ле-Гран. Округ коммуны — Белле.
Код INSEE коммуны — 01452.

## География
Коммуна расположена приблизительно в 420 км к юго-востоку от Парижа, в 65 км восточнее Лиона, в 55 км к юго-востоку от Бурк-ан-Бреса.
Большая часть территории коммуны покрыта лесами.

## Население
Население коммуны на 2010 год составляло 1156 человек.
| 1962 | 1968 | 1975 | 1982 | 1990 | 1999 | 2010 |
| ---- | ---- | ---- | ---- | ---- | ---- | ---- |
| 854  | 879  | 874  | 920  | 922  | 949  | 1156 |

## Администрация
| Период | Период | Фамилия       | Партия       | Примечания |
| ------ | ------ | ------------- | ------------ | ---------- |
| 1995   | 2001   | Андре Ламезон |              |            |
| 2001   | 2008   | Бернар Пантен | Разные левые |            |
| 2008   | 2014   | Симон Гарнье  |              |            |

## Экономика
В 2010 году среди 734 человек трудоспособного возраста (15—64 лет) 545 были экономически активными, 189 — неактивными (показатель активности — 74,3 %, в 1999 году было 70,8 %). Из 545 активных жителей работали 484 человека (265 мужчин и 219 женщин), безработных было 61 (35 мужчин и 26 женщин). Среди 189 неактивных 48 человек были учениками или студентами, 69 — пенсионерами, 72 были неактивными по другим причинам.

## Достопримечательности
- Замок Оноре-д’Юрфе (XV век). Исторический памятник с 1935 года[3]
- Дом Мюнье (1498 год). Исторический памятник с 1927 года[4]
- Дом (1486 год). Исторический памятник с 1927 года[5]

## Фотогалерея

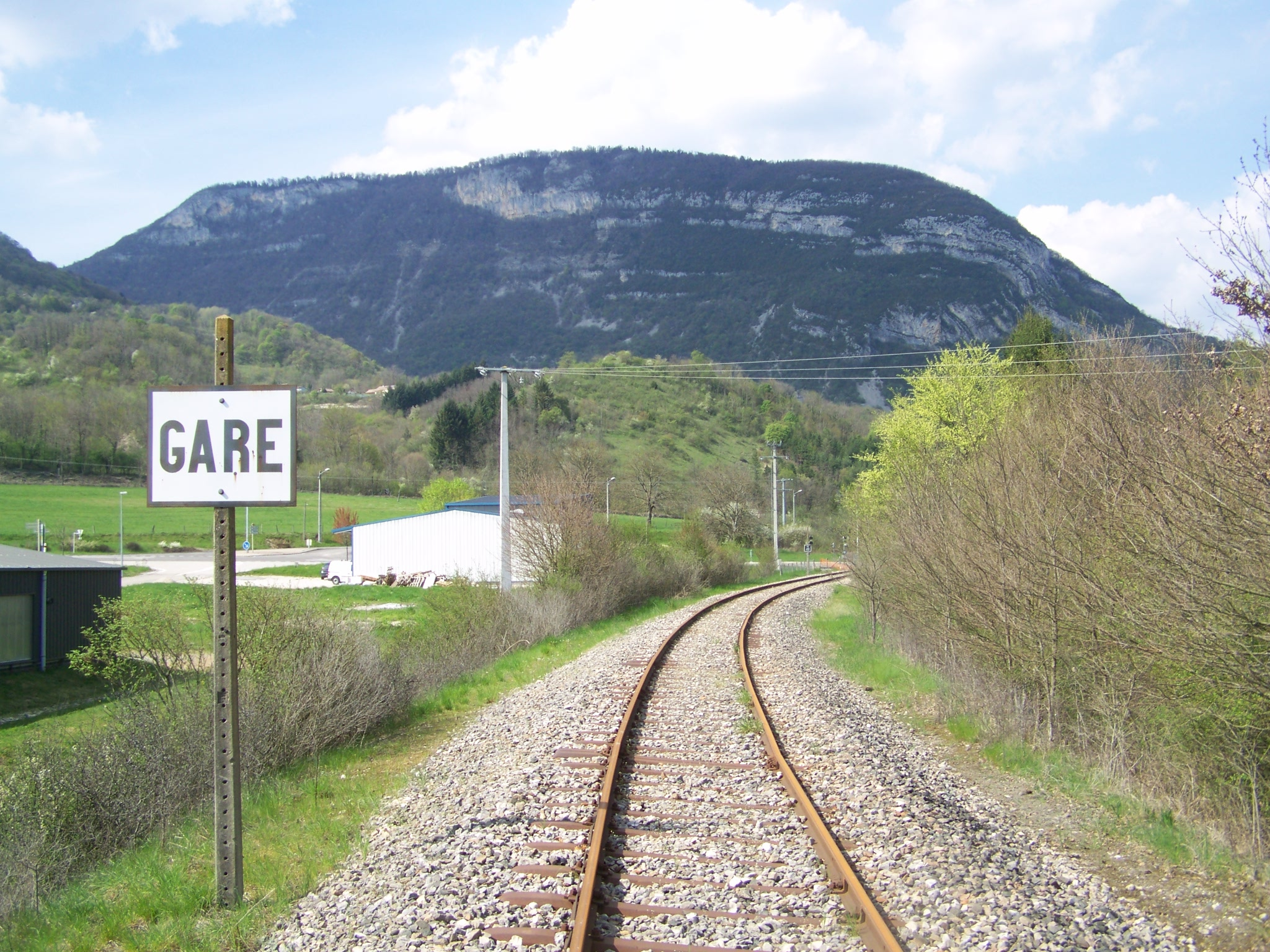
Вокзал
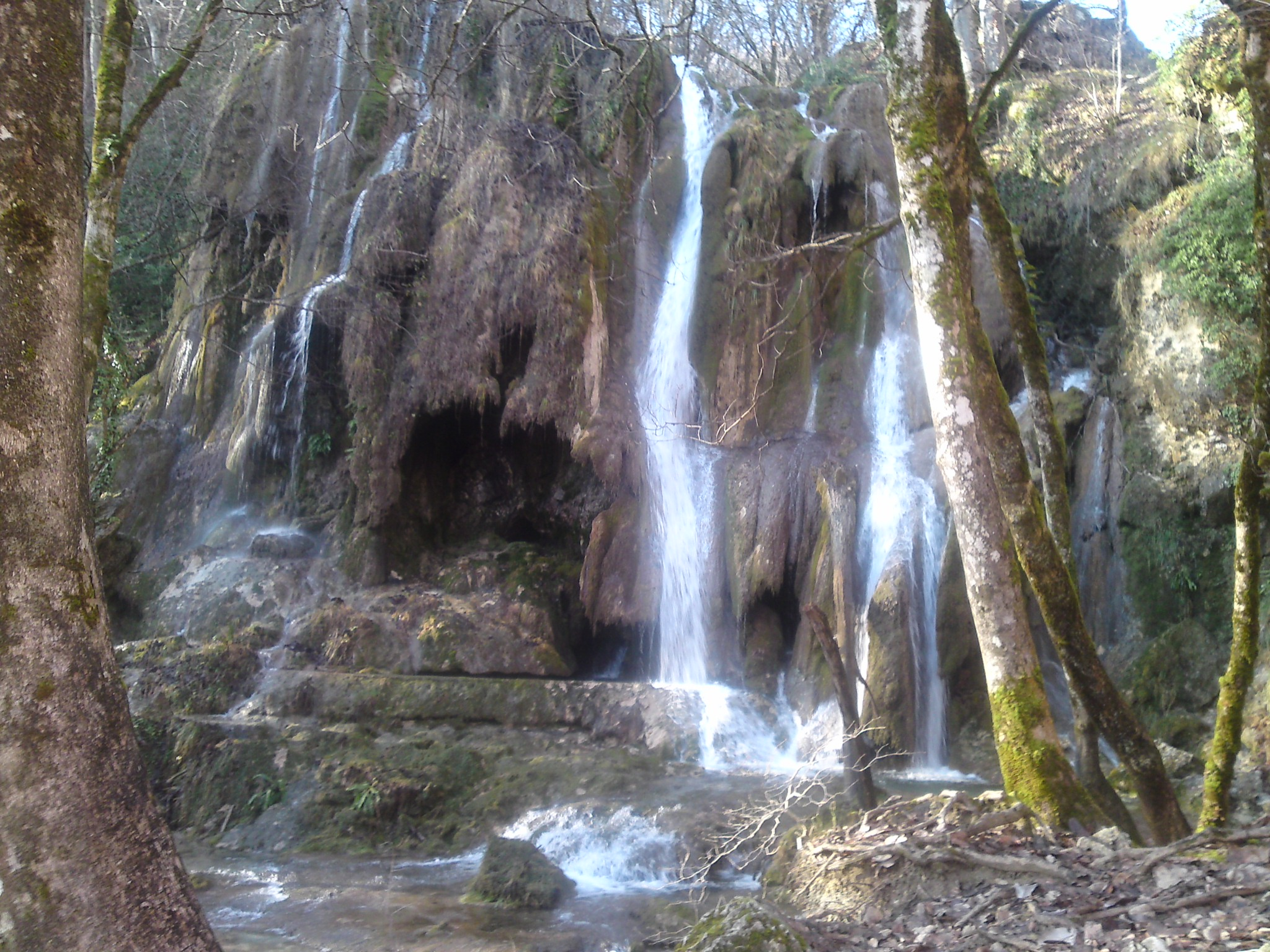
Каскад водопадов Клерфонтен-сюр-л’Арен
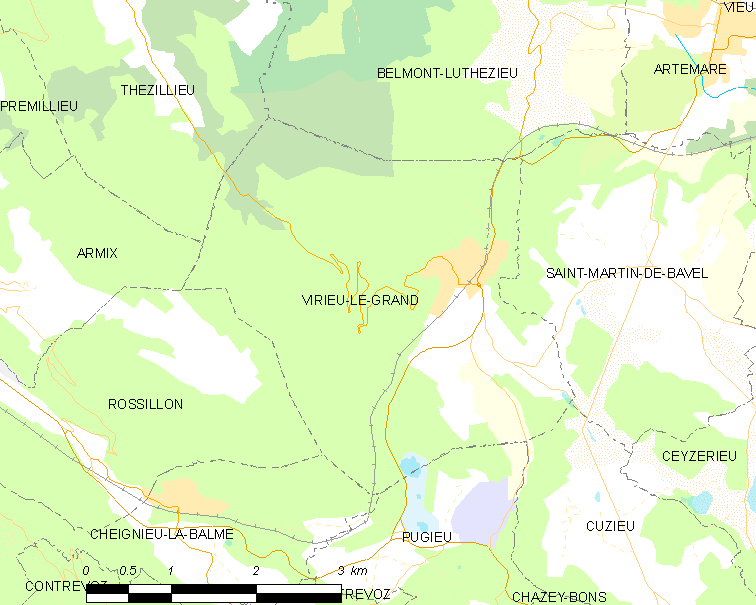
Карта коммуны